# Verijdelde moordaanslag op Donald Trump in september 2024

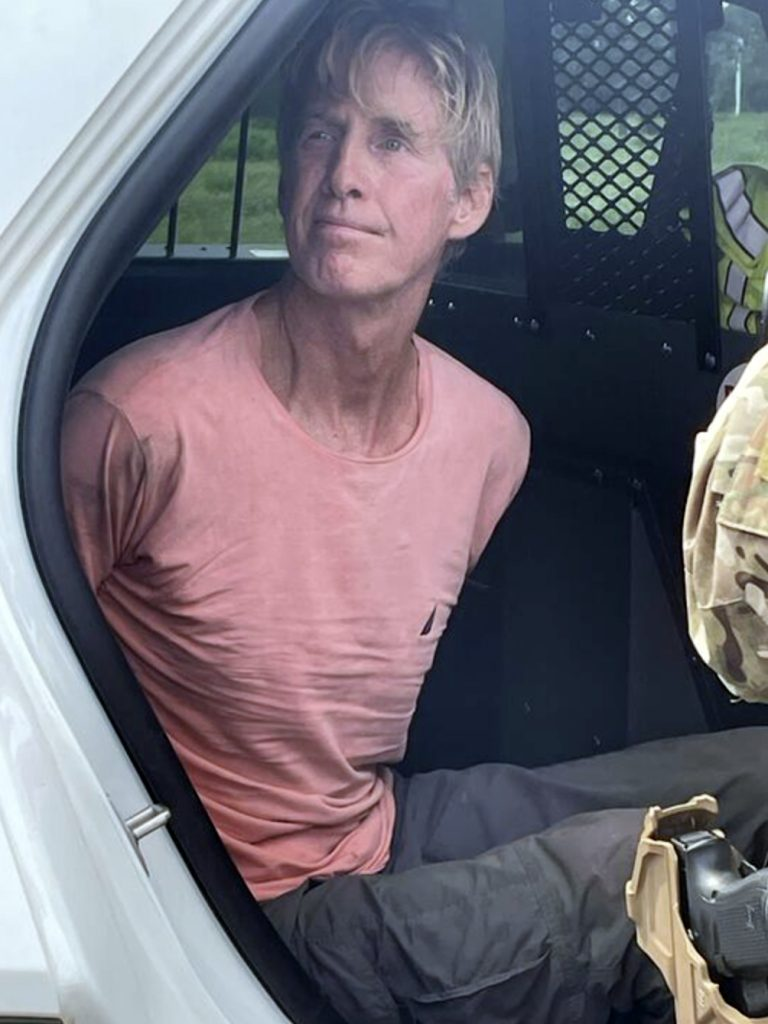
Arrestatie van Ryan W. Routh na het voorval.

Op 15 september 2024 werd een moordaanslag op Donald Trump verijdeld. Trump is de voormalige 45e president van de Verenigde Staten en kandidaat voor de presidentsverkiezingen van 2024.
Op het Trump International Golf Club in West Palm Beach, Florida hield de 58-jarige Amerikaan Ryan Wesley Routh zich gedurende een twaalftal uren schuil in het struikgewas met een SKS-wapen op een dag dat Trump kwam golfen. Toen de oud-president op ongeveer 400 meter afstand naderde van Rouths schuilplaats, zag een agent van de Secret Service de loop van het geweer door een hek en schoot op Routh. Deze vluchtte weg met zijn zwarte Nissan-SUV, maar werd diezelfde dag nog klemgereden op de autosnelweg en gearresteerd. Routh werd initieel beschuldigd van verboden wapenbezit. Tien dagen later werd hij aangeklaagd voor poging tot moord op een presidentskandidaat, wapenbezit met als doeleinde het uitvoeren van een gewelddadige misdaad en geweld tegen een federale agent. 
Volgens Rouths telefoondata was hij al sinds 18 augustus geregeld in de buurt van het golfterrein aanwezig en in zijn wagen werd een handgeschreven kalender gevonden met data en plaatsen waar Trump verwacht werd op te dagen. Justitie kwam in het bezit van een enkele maanden oude brief van Routh waarin staat: Dit was een moordpoging op Donald Trump, maar ik heb gefaald. Ik heb mijn best gedaan en alles gedaan wat ik kon. ... Het is nu aan jullie om het werk af te maken. Ik bied 150.000 dollar voor wie het werk kan afmaken.
Routh woonde in de staat North Carolina en verhuisde in 2018 naar Hawaï. Hij werkte als bouwvakker en heeft een strafblad voor onder meer illegaal wapenbezit. Initieel was Routh een supporter van Trump, maar hij geraakte zwaar teleurgesteld in hem en vond de oud-president zelfs een bedreiging voor de democratie.
Twee maanden voor dit voorval vond op 13 juli een eerdere moordpoging op Trump plaats terwijl hij sprak op een campagnebijeenkomst in de buurt van Butler, Pennsylvania. De oud-president raakte toen gewond aan zijn oor en zowel de dader als een toeschouwer overleden.